# Far Out (revista)
Far Out es una revista online británica especializada en música, cine, arte, viajes y entretenimiento, fundada en 2010 por Lee Thomas-Mason.

## Historia
Far Out fue fundada en 2010 por Lee Thomas-Mason, entonces estudiante de la Universidad Metropolitana de Leeds. Poco después, Jack Whatley se convirtió en editor del sitio web mientras ambos impulsaban el contenido hacia nuevas direcciones. Lee Thomas-Mason había trabajado anteriormente como reportero deportivo en Sky Sports, The Mirror y Metro.
Aunque al principio se centró en artistas no firmados y locales de música independiente con un enfoque de periodismo gonzo, Far Out amplió su cobertura al cine en 2013 y, posteriormente, incluyó secciones de viajes, arte y fotografía.
En 2017 la revista se asoció con la organización benéfica de prevención del suicidio CALM. En 2021 confirmó una asociación mediática con el British Film Institute (BFI), centrada en la obra del director de cine de Hong Kong, Wong Kar-wai.